# Transformador de isolamento

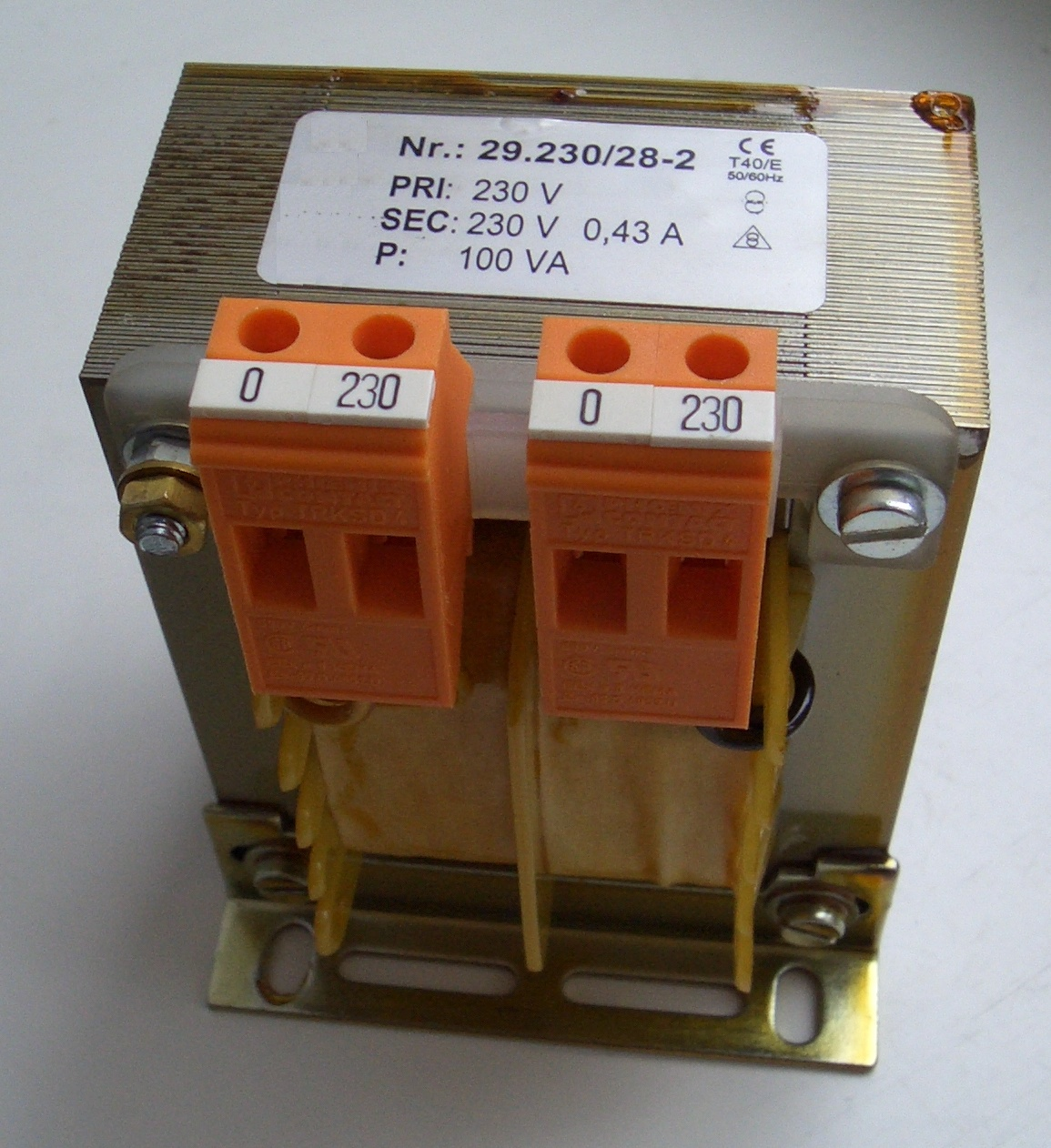
Um transformador de isolamento de 230 V

Um transformador de isolamento é um transformador usado para transferir energia elétrica de uma fonte de energia de corrente alternada (CA) para algum equipamento ou dispositivo enquanto isola o dispositivo energizado da fonte de energia, geralmente por razões de segurança ou para reduzir transientes e harmônicos. Transformadores de isolamento fornecem isolamento galvânico; nenhum caminho condutor está presente entre a fonte e a carga. Este isolamento é usado para proteger contra choque elétrico, para suprimir ruído elétrico em dispositivos sensíveis ou para transferir energia entre dois circuitos que não devem ser conectados. Um transformador vendido para isolamento é frequentemente construído com isolamento especial entre primário e secundário, e é especificado para suportar uma alta tensão entre enrolamentos.
Transformadores de isolamento bloqueiam a transmissão do componente CC em sinais de um circuito para o outro, mas permitem que componentes CA em sinais passem. Transformadores que têm uma proporção de 1 para 1 entre os enrolamentos primário e secundário são frequentemente usados para proteger circuitos secundários e indivíduos de choques elétricos entre condutores energizados e aterramento. Transformadores de isolamento adequadamente projetados bloqueiam a interferência causada por loops de aterramento. Transformadores de isolamento com blindagens eletrostáticas são usados para fontes de alimentação para equipamentos sensíveis, como computadores, dispositivos médicos ou instrumentos de laboratório.

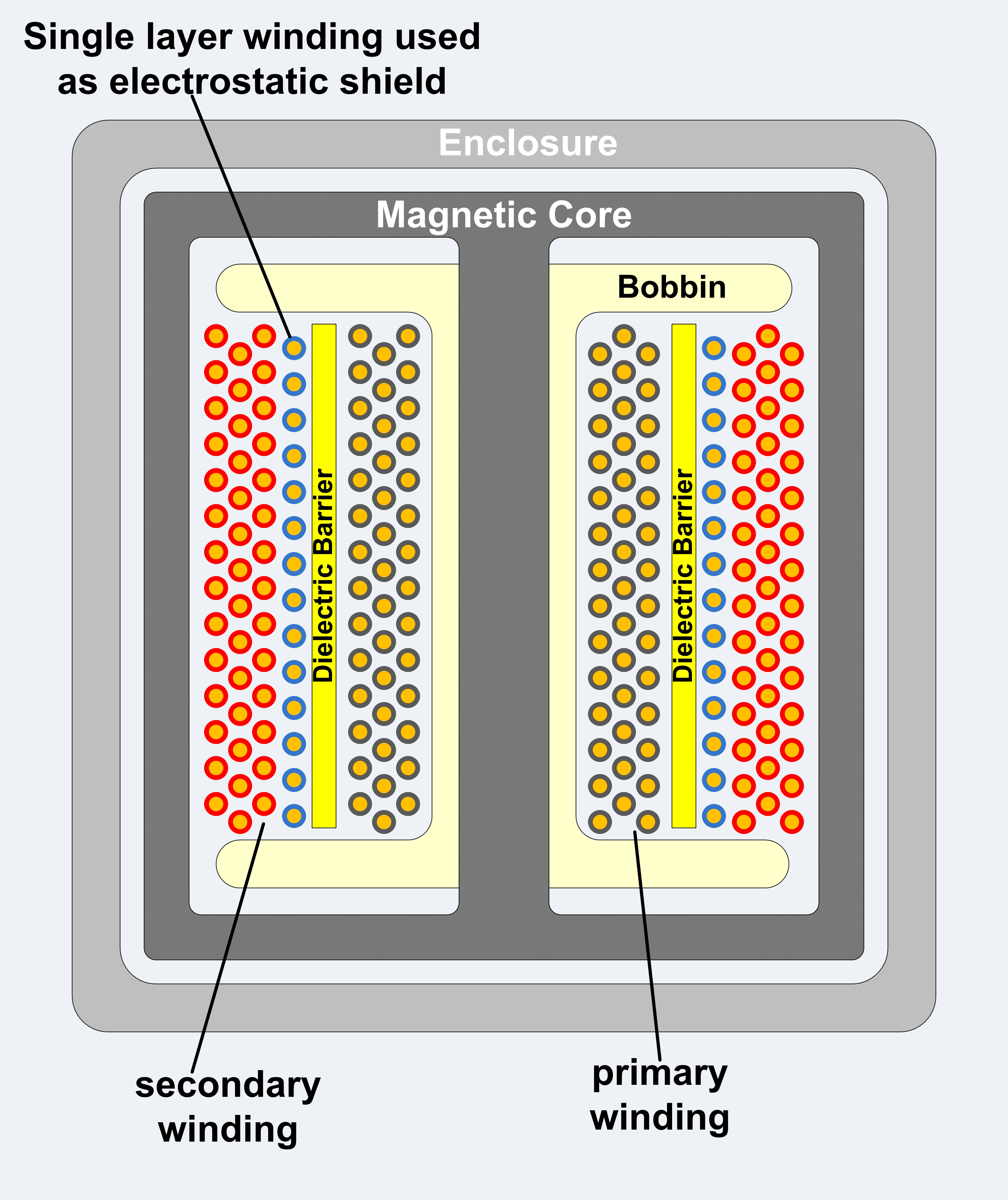
Um transformador de isolamento 1:1 simples com uma barreira dielétrica extra e uma blindagem eletrostática entre o primário e o secundário. A blindagem aterrada impede o acoplamento capacitivo entre os enrolamentos primário e secundário.

Algumas especificações exigem que os transformadores de isolamento sejam parte da proteção contra raios nos circuitos CA.

## Terminologia
Às vezes, o termo é usado para enfatizar que um dispositivo não é um autotransformador cujos circuitos primário e secundário estão conectados. Transformadores de potência com isolamento especificado entre primário e secundário não são geralmente descritos apenas como "transformadores de isolamento", a menos que esta seja sua função primária. Apenas transformadores cujo propósito principal é isolar circuitos são rotineiramente descritos como transformadores de isolamento.

## Operação
Transformadores de isolamento são projetados com atenção ao acoplamento capacitivo entre os dois enrolamentos. A capacitância entre os enrolamentos primário e secundário também acoplaria a corrente CA do primário ao secundário. Uma gaiola de Faraday aterrada entre o primário e o secundário reduz muito o acoplamento de ruído de modo comum. Pode ser outro enrolamento ou uma tira de metal envolvendo um enrolamento. O ruído diferencial pode acoplar magneticamente do primário ao secundário de um transformador de isolamento e deve ser filtrado se ocorrer um problema.

## Aplicações

### Transformadores de pulso
Alguns pequenos transformadores são usados para isolamento em circuitos de pulso.

### Testes eletrônicos
Em testes e serviços eletrônicos, um transformador de isolamento é um transformador de potência 1:1 (sob carga) usado para segurança. Sem ele, o metal vivo exposto em um dispositivo em teste está em uma voltagem perigosa em relação a objetos aterrados, como um radiador de aquecimento ou fio terra do osciloscópio (um risco particular com alguns equipamentos antigos de tubo de vácuo com chassi energizado). Com o transformador, como não há conexão condutiva entre o secundário e o primário do transformador, apenas uma pequena corrente de fuga fluirá se o metal vivo exposto for conectado ao terra.

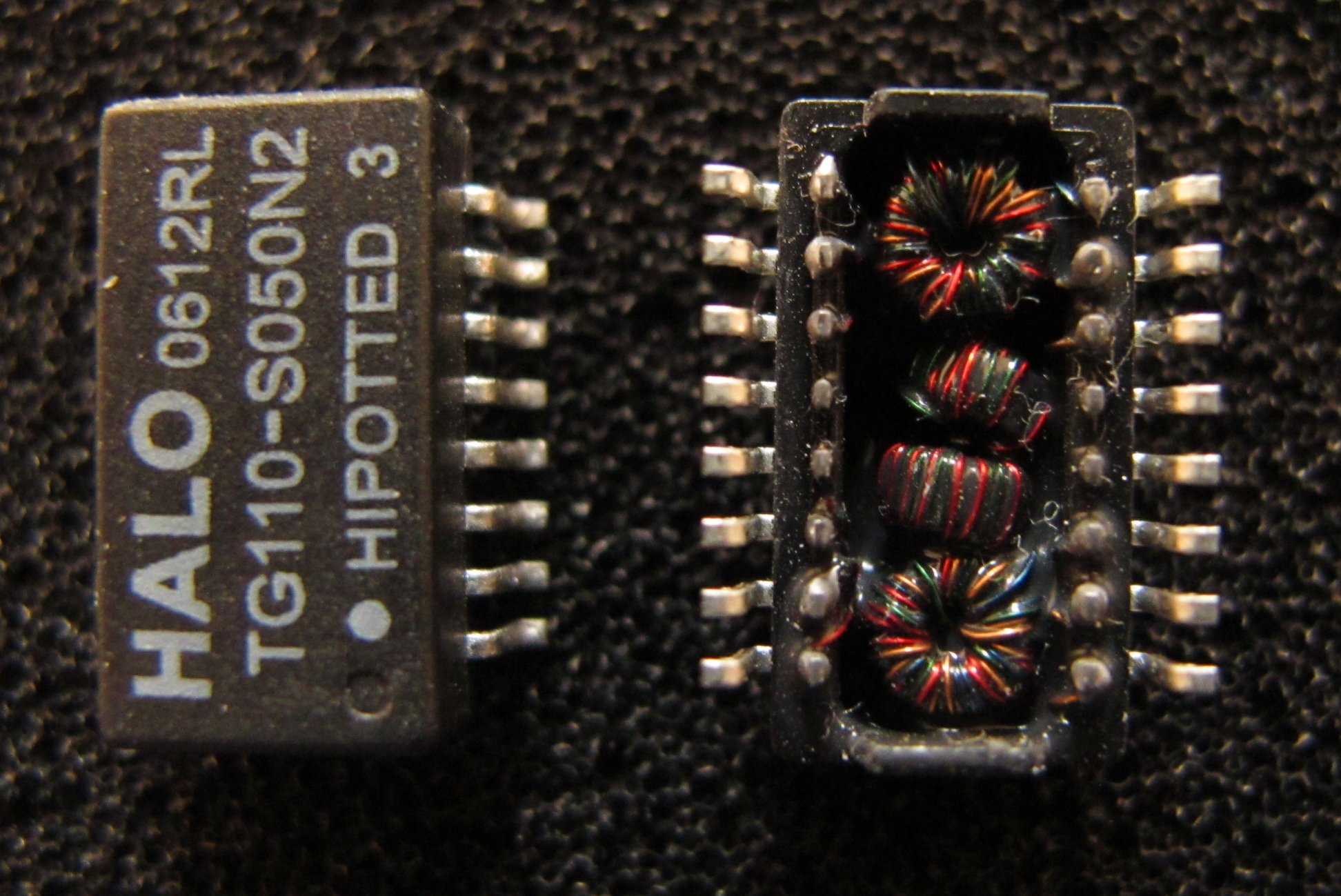
Transformador de pulso Ethernet Halo TG110-S050N2RL 10/100BASE-TX em pacote SO-16

Mesmo se um transformador de isolamento for usado, voltagens perigosas ainda podem estar presentes entre os componentes do dispositivo isolado. Portanto, ainda é possível que um operador seja exposto a voltagens letais ao tocar em vários elementos no circuito. Um transformador de isolamento fornece proteção máxima quando o dispositivo não está aterrado. Conectá-lo a um equipamento de teste, por exemplo, um osciloscópio ou um multímetro de bancada, pode aterrar o circuito.
O isolamento elétrico é considerado particularmente importante em equipamentos médicos, e padrões especiais se aplicam. Frequentemente, o sistema deve ser adicionalmente projetado para que as condições de falha não interrompam a energia, mas gerem um aviso.

### Fornecimento de equipamentos em potenciais elevados
Transformadores de isolamento também são usados para o fornecimento de energia de dispositivos que não estão em potencial de aterramento. Um exemplo é o transformador Austin para o fornecimento de energia de lâmpadas de aviso de obstáculos de tráfego aéreo em mastros de antenas de rádio. Sem o transformador de isolamento, os circuitos de iluminação no mastro conduziriam energia de radiofrequência para o aterramento através do fornecimento de energia.